# Synagoga v Myslkovicích
Synagoga v Myslkovicích je zaniklá židovská modlitebna v Myslkovicích (německy Miskowitz), což je malá obec  okrese Tábor v jižních Čechách. Synagoga ležela na severním okraji myslkovického rybníka.
Zdejší Židovská náboženská obec přestala prakticky fungovat po roce 1921 a byla připojena k ŽNO Soběslav.
Po roce 1931 přestala synagoga sloužit svému účelu a byla opuštěna. Bývala pak občas užívána k jiným účelům. 
Zchátralé stavení bylo roce 1963 zbořeno.